# FIFI Wild Cup
FIFI Wild Cup byl fotbalový turnaj konaný v Hamburku od 29. května do 3. června 2006, na který byly pozvány reprezentace mezinárodně neuznávaných zemí, které nejsou členy FIFA. Pořadatelem byl klub FC St. Pauli, který hrál pod hlavičkou Sankt Pauli Republik. Název byl parodií na Fifa World Cup, anglický oficiální název mistrovství světa ve fotbale. Mistrovství se uskutečnilo přes protesty ze strany FIFA a Číny. Zápasy vysílala televizní stanice DSF.

## Celkové pořadí
1. Severní Kypr
2. Zanzibar
3. Gibraltar
4. Sankt Pauli Republik
5. Grónsko
6. Tibet